# کاخ نیمفنبورگ

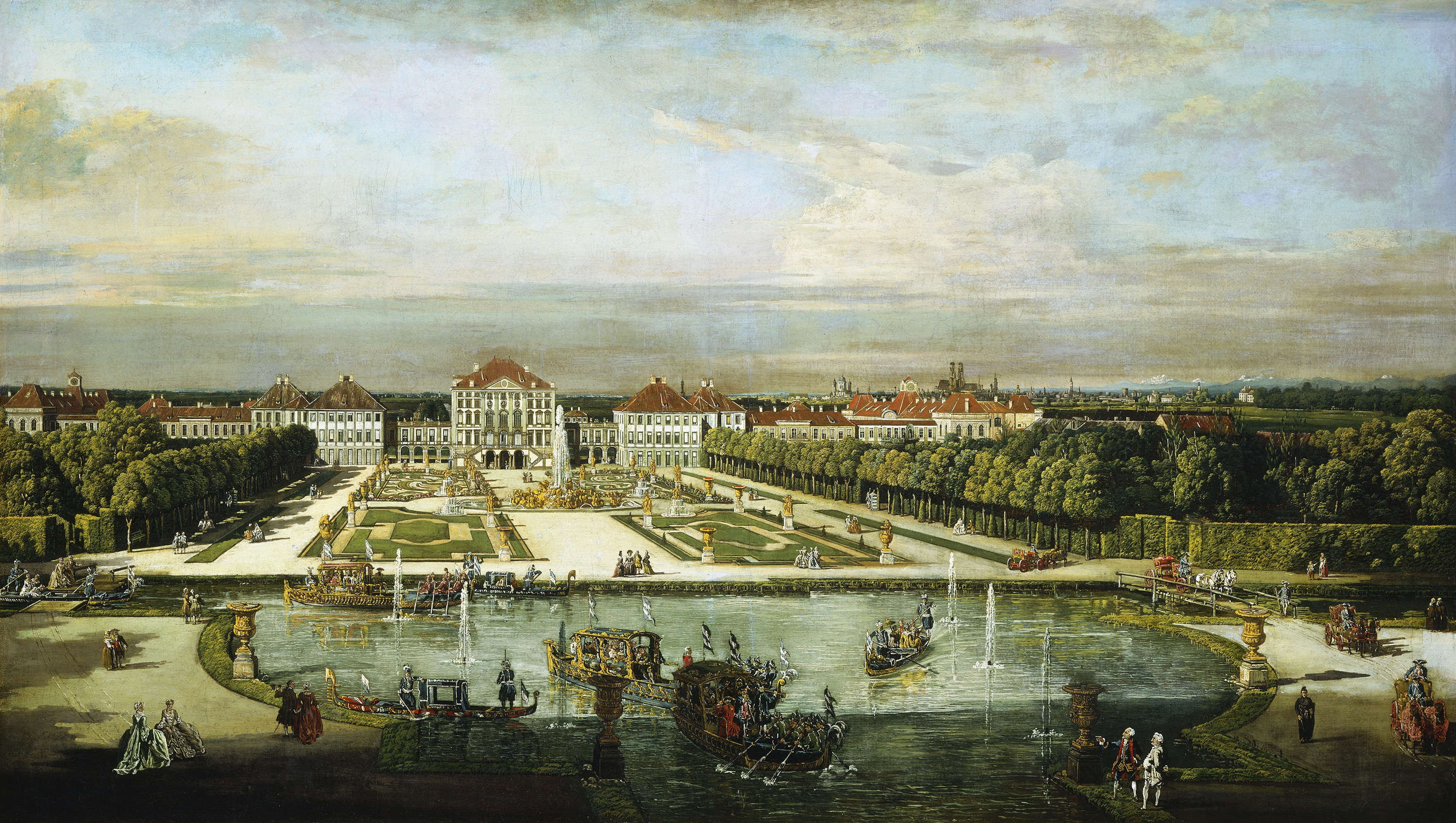
کاخ نیمفنبورگ در حوالی ۱۷۶۱ میلادی، اثر کانالتو نگارخانه ملی هنر

کاخ نیمفِنبورگ (به آلمانی: Schloss Nymphenburg) در مونیخ، کاخ سلطنتی و اقامت‌گاه تابستانی دودمان ویتلسباخ بود. کاخ نام خود را از واژه یونانی نیمف برگرفته‌است. طراحی کاخ توسط معمار ایتالیایی، آگوستینو بارلی انجام گرفت.
مساحت باغ‌های کاخ نیمفنبورگ در حدود ۲۰۰ هکتار است و سه عمارت به نام‌های پاگودنبورگ، بسادنبورگ و آمالینبورگ در آن واقع شده‌اند.

## نگارخانه

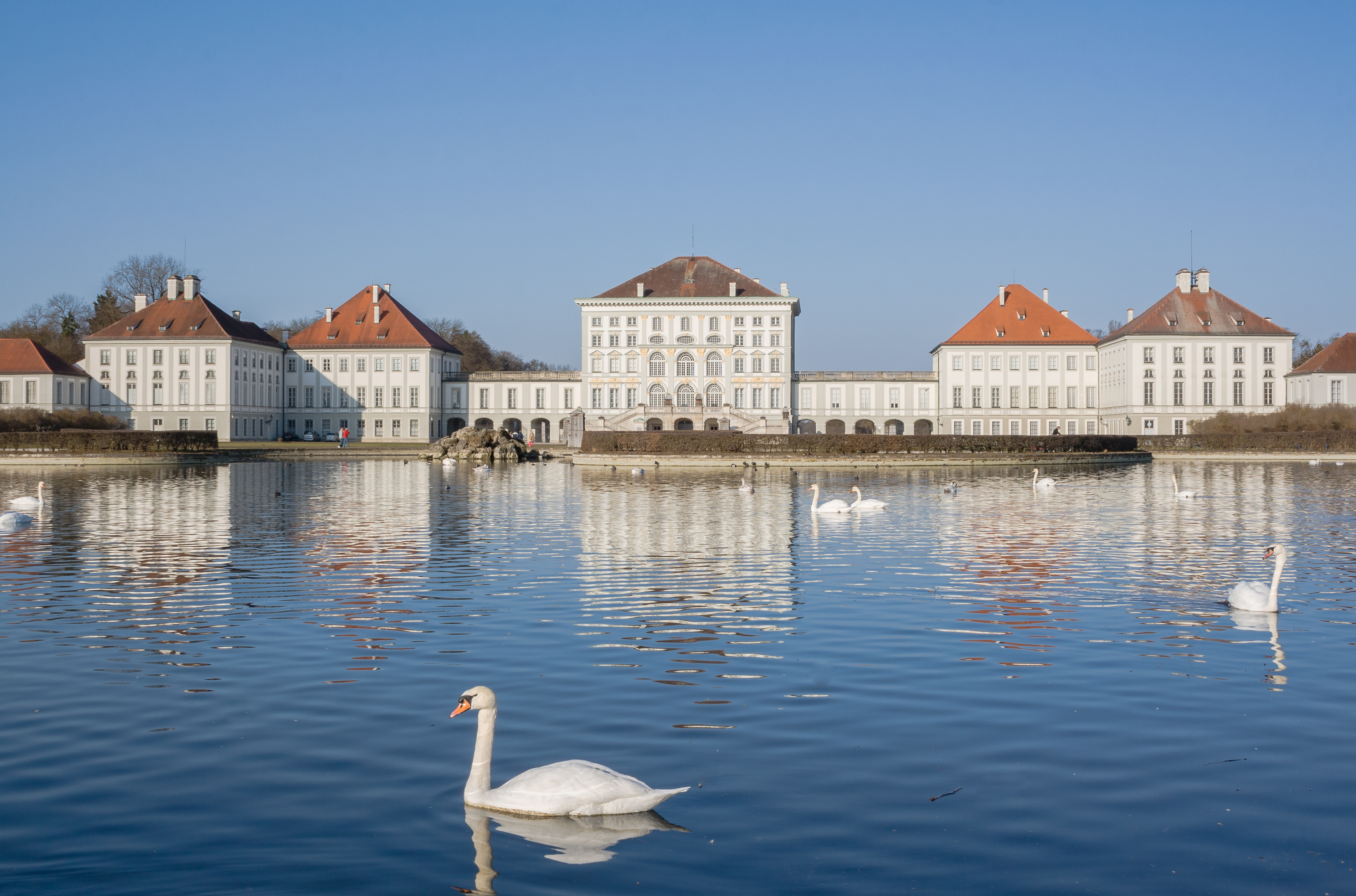
دریاچه
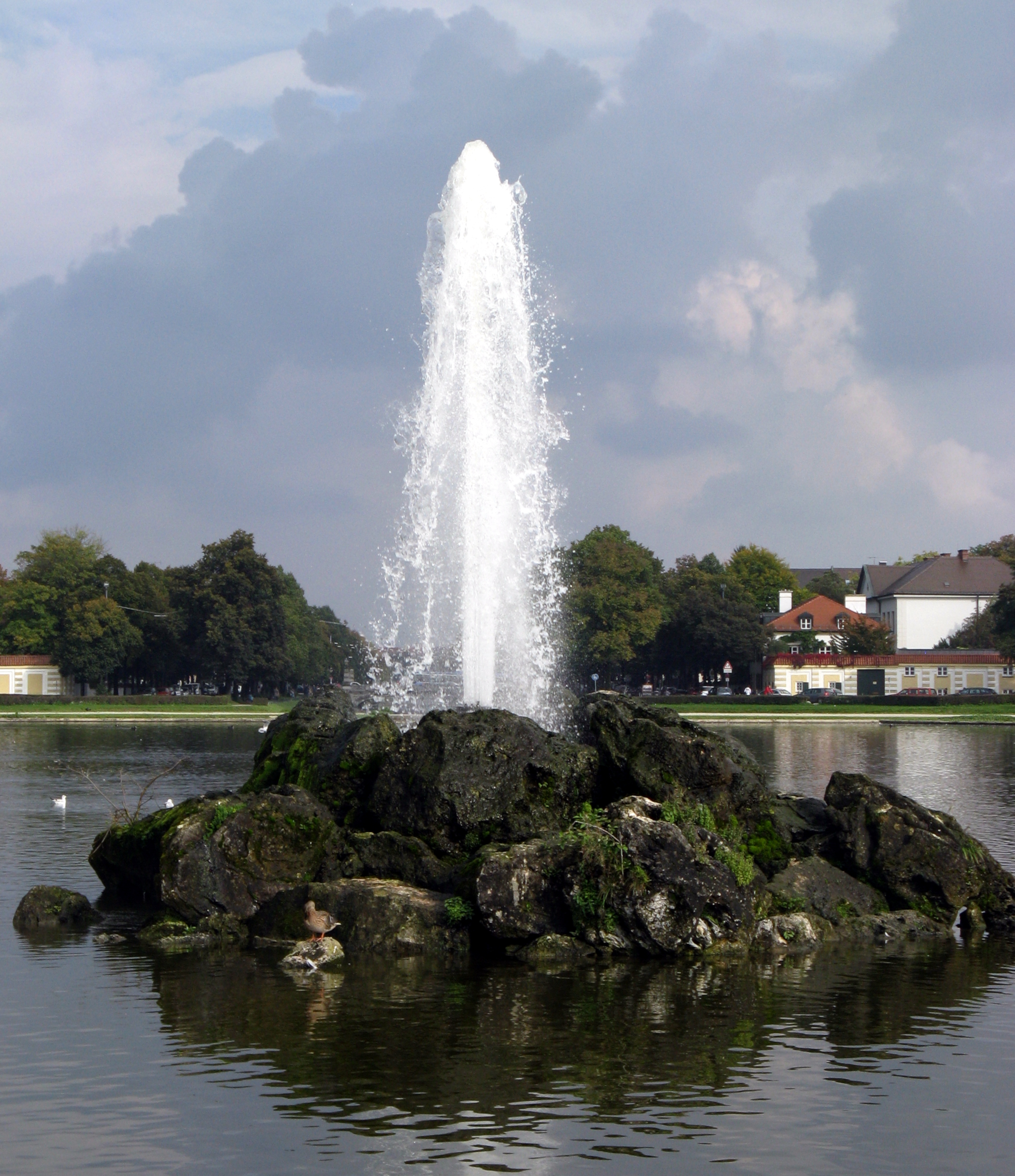
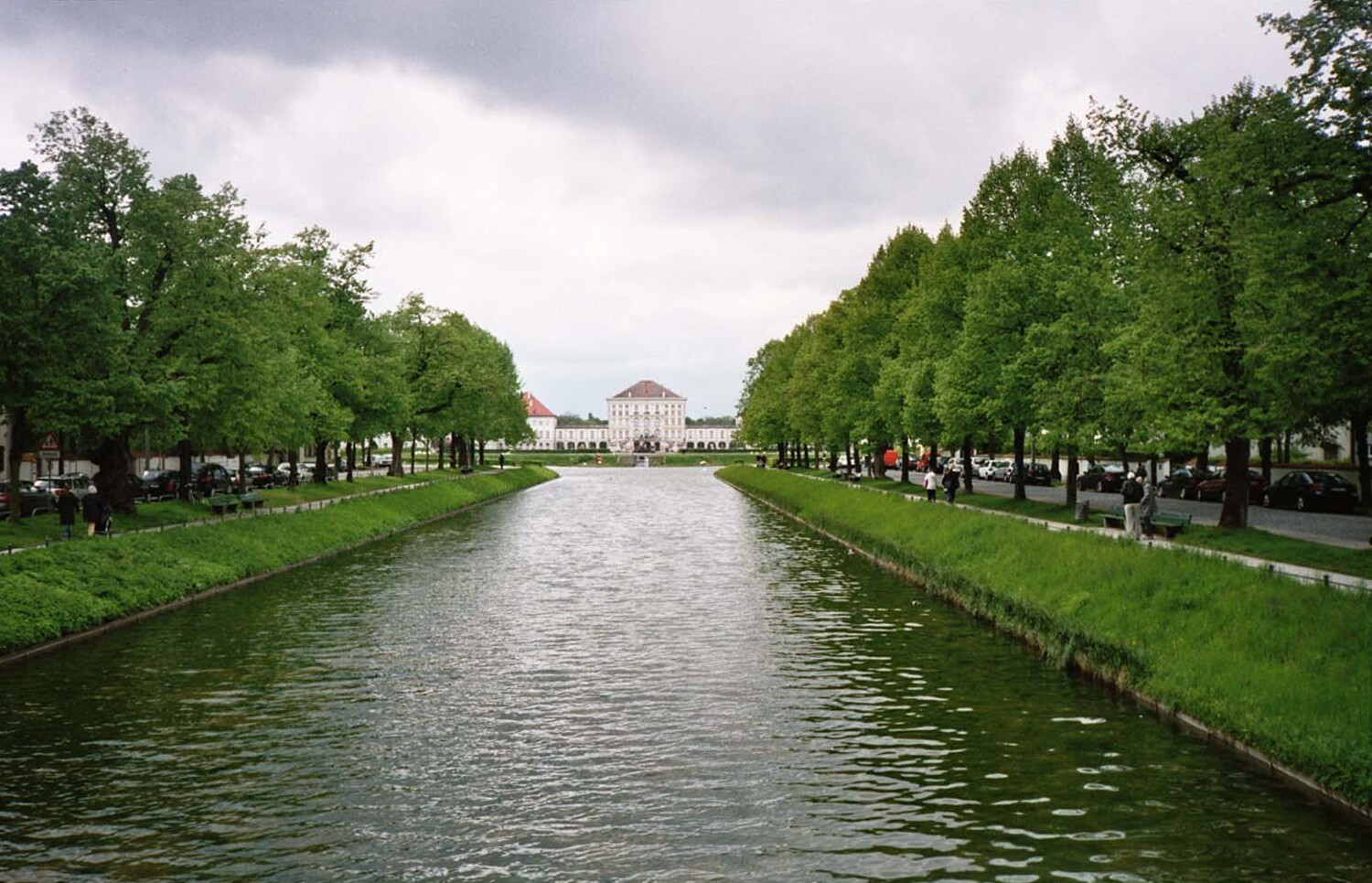
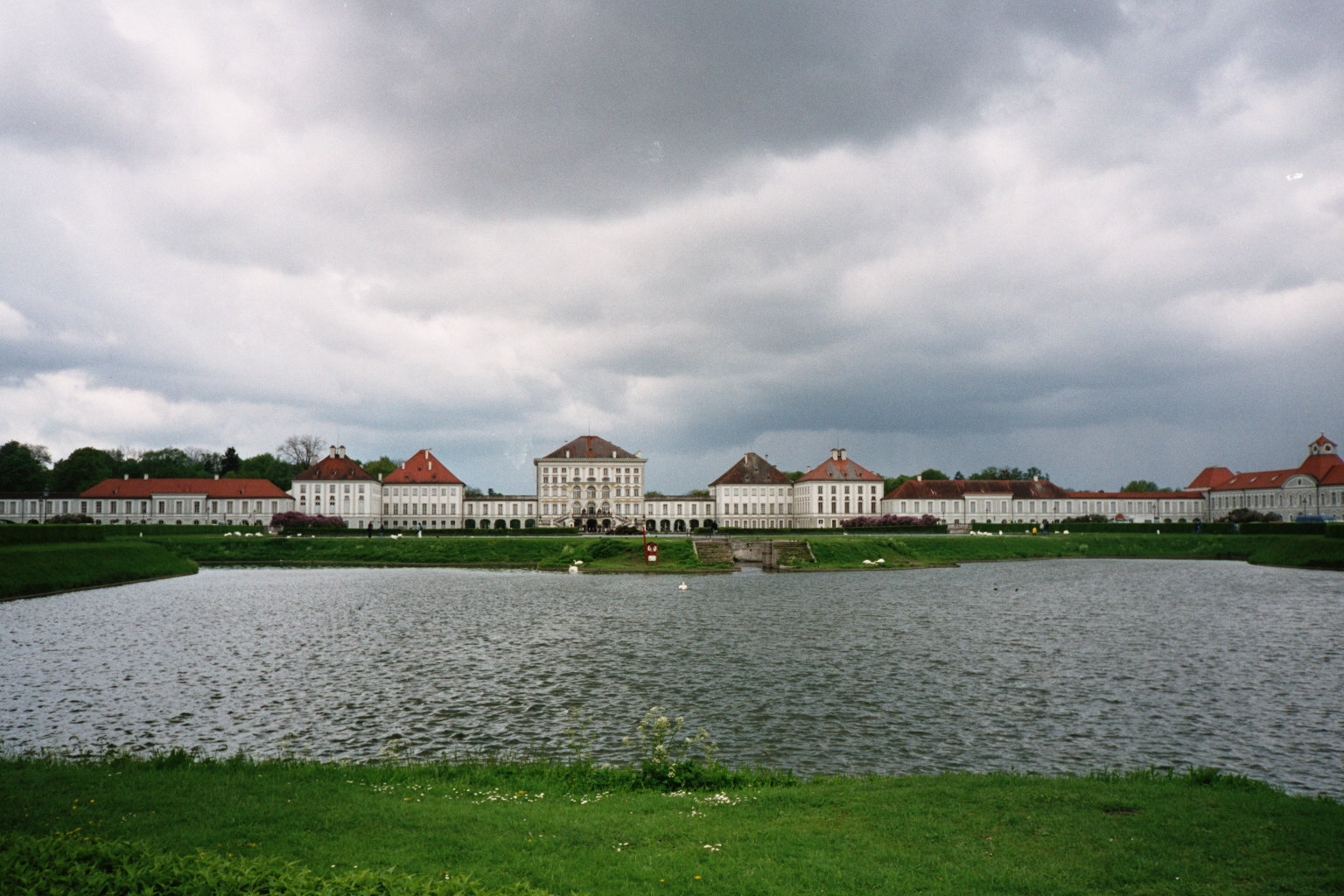
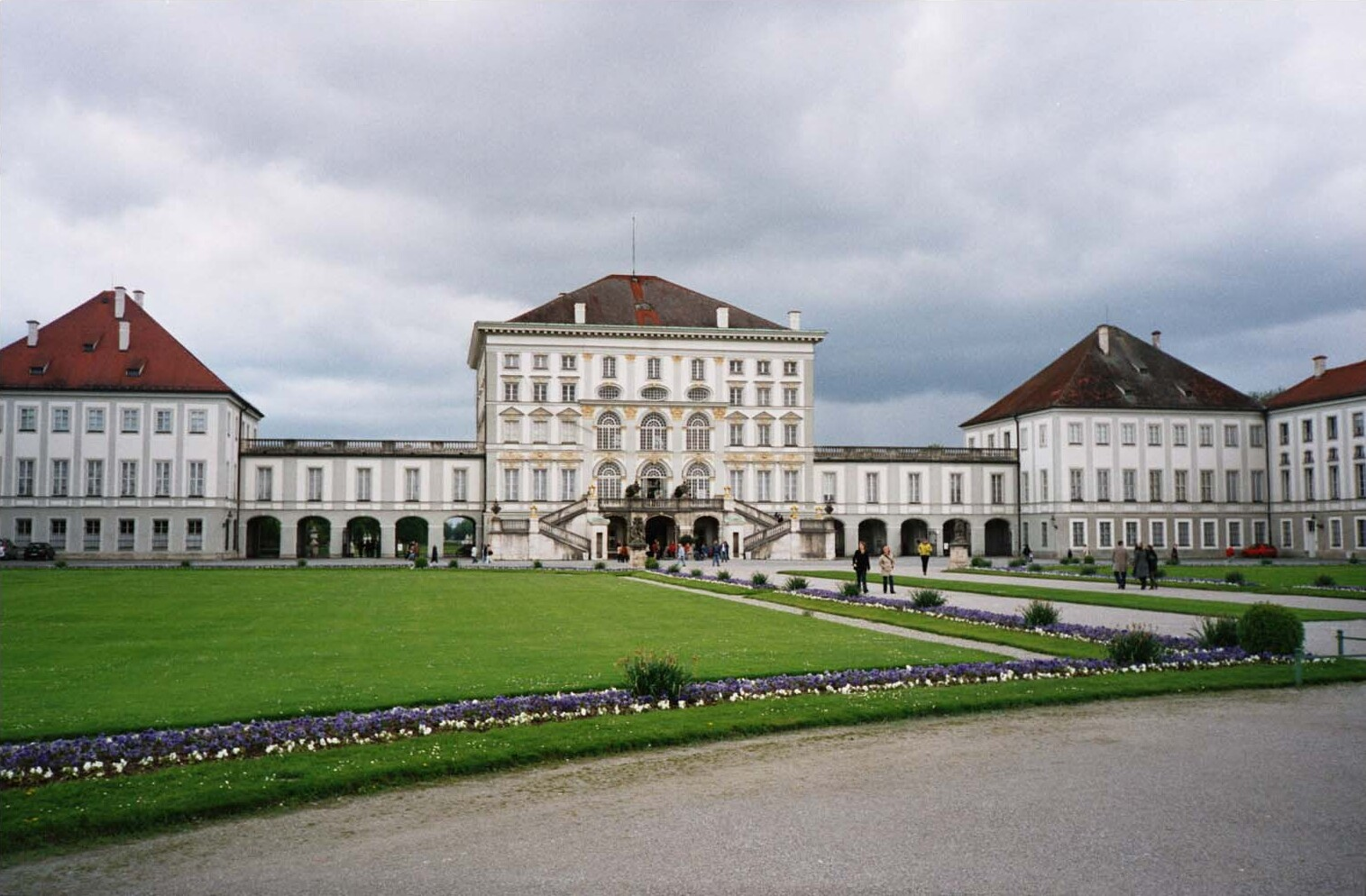
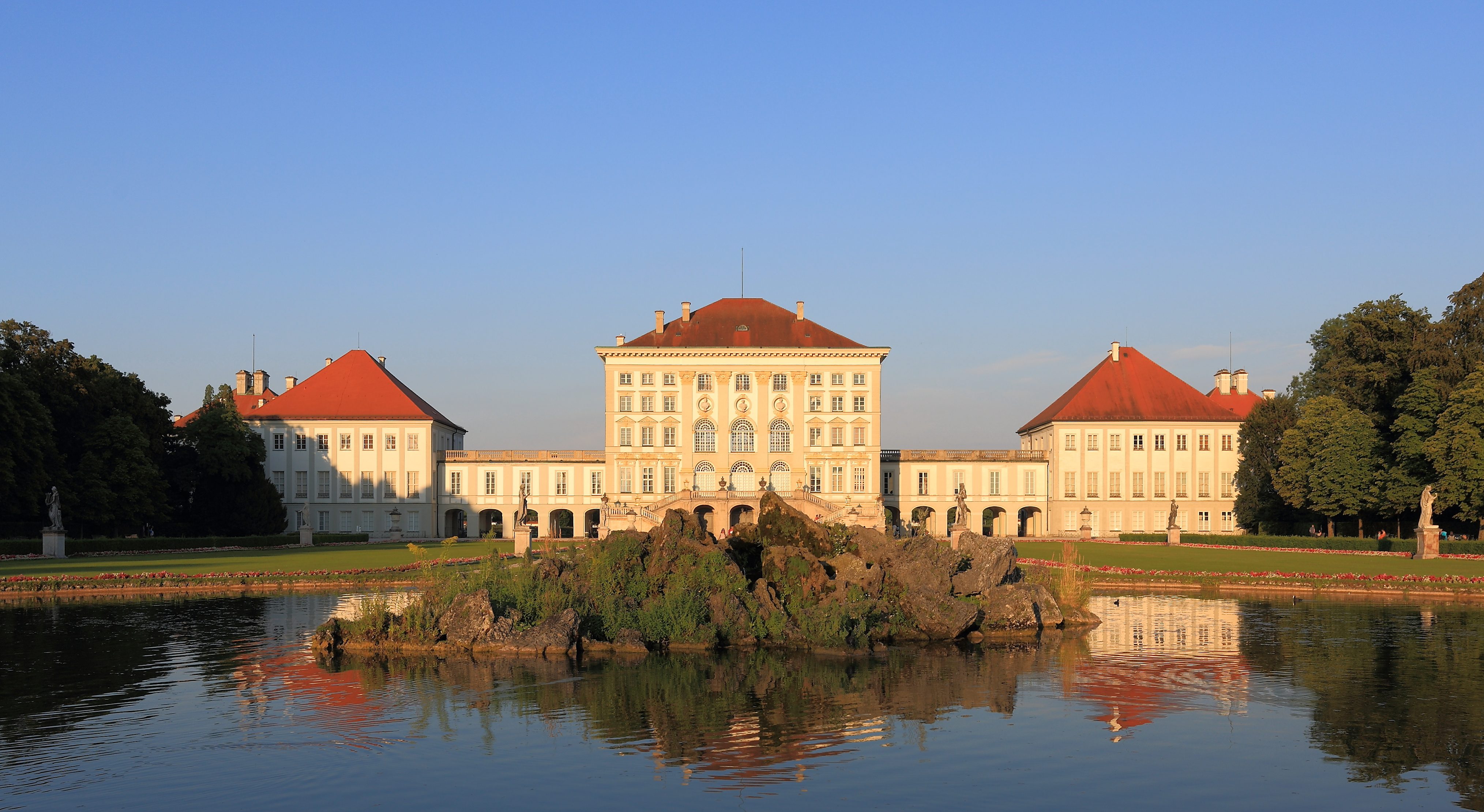
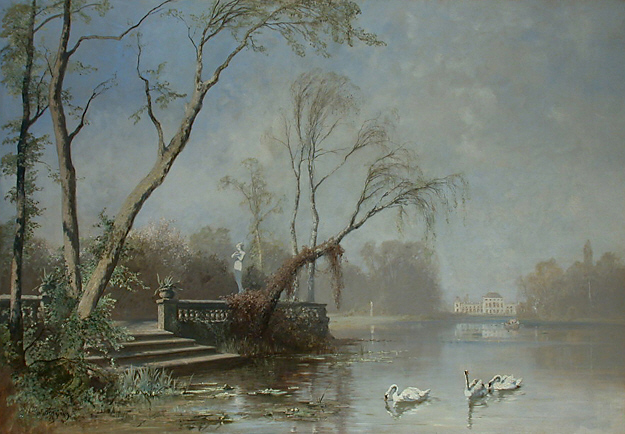
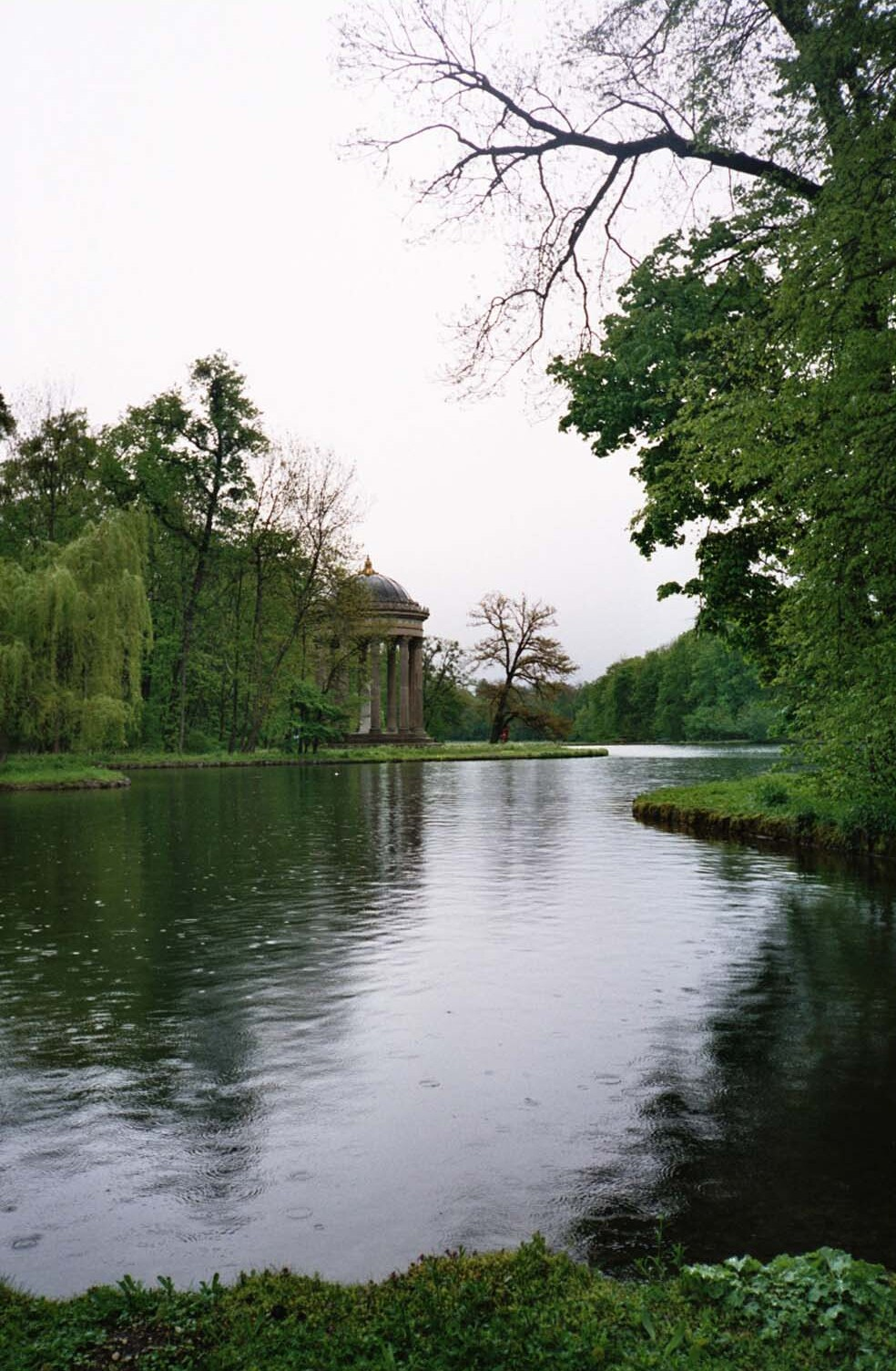
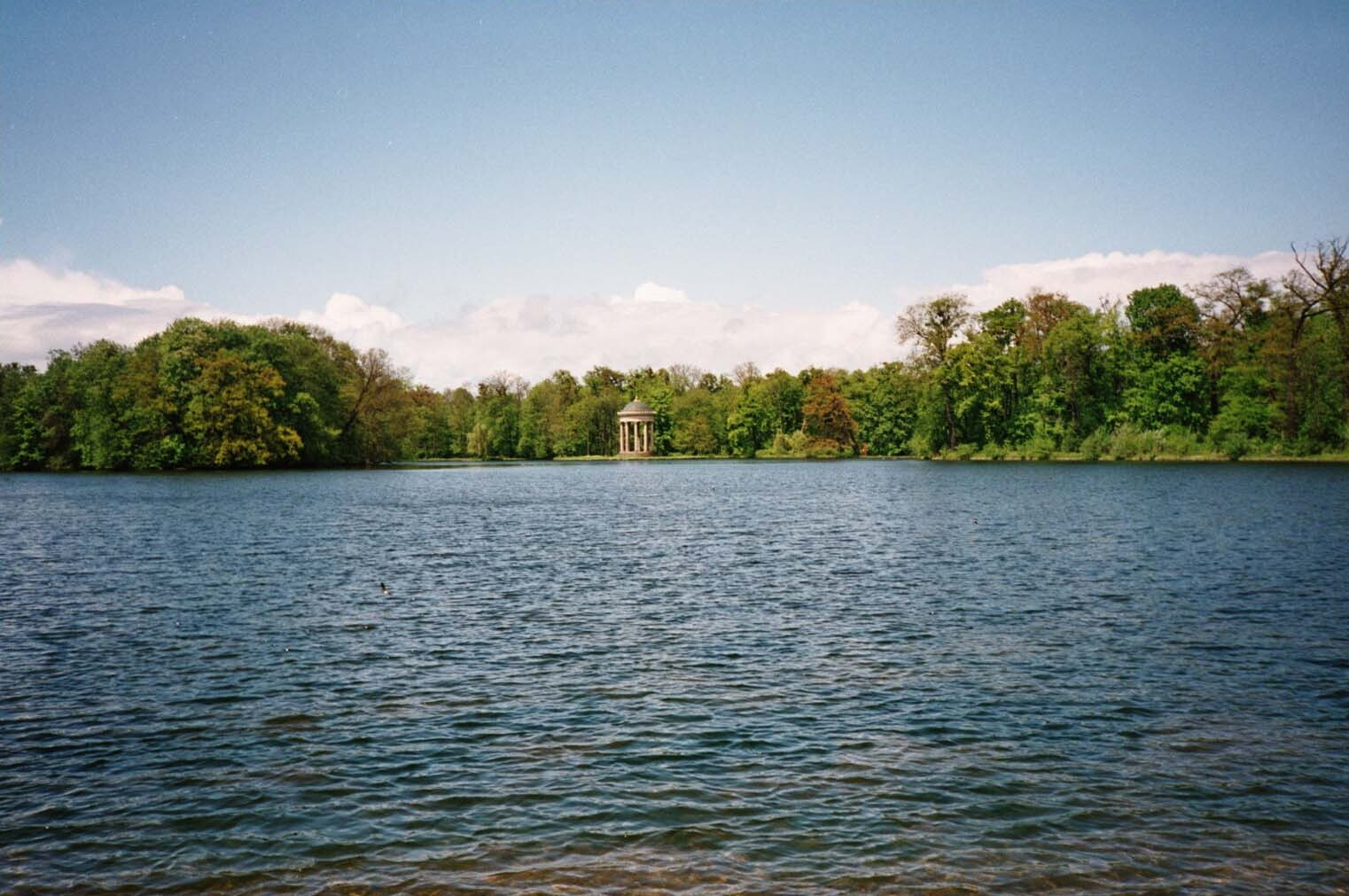
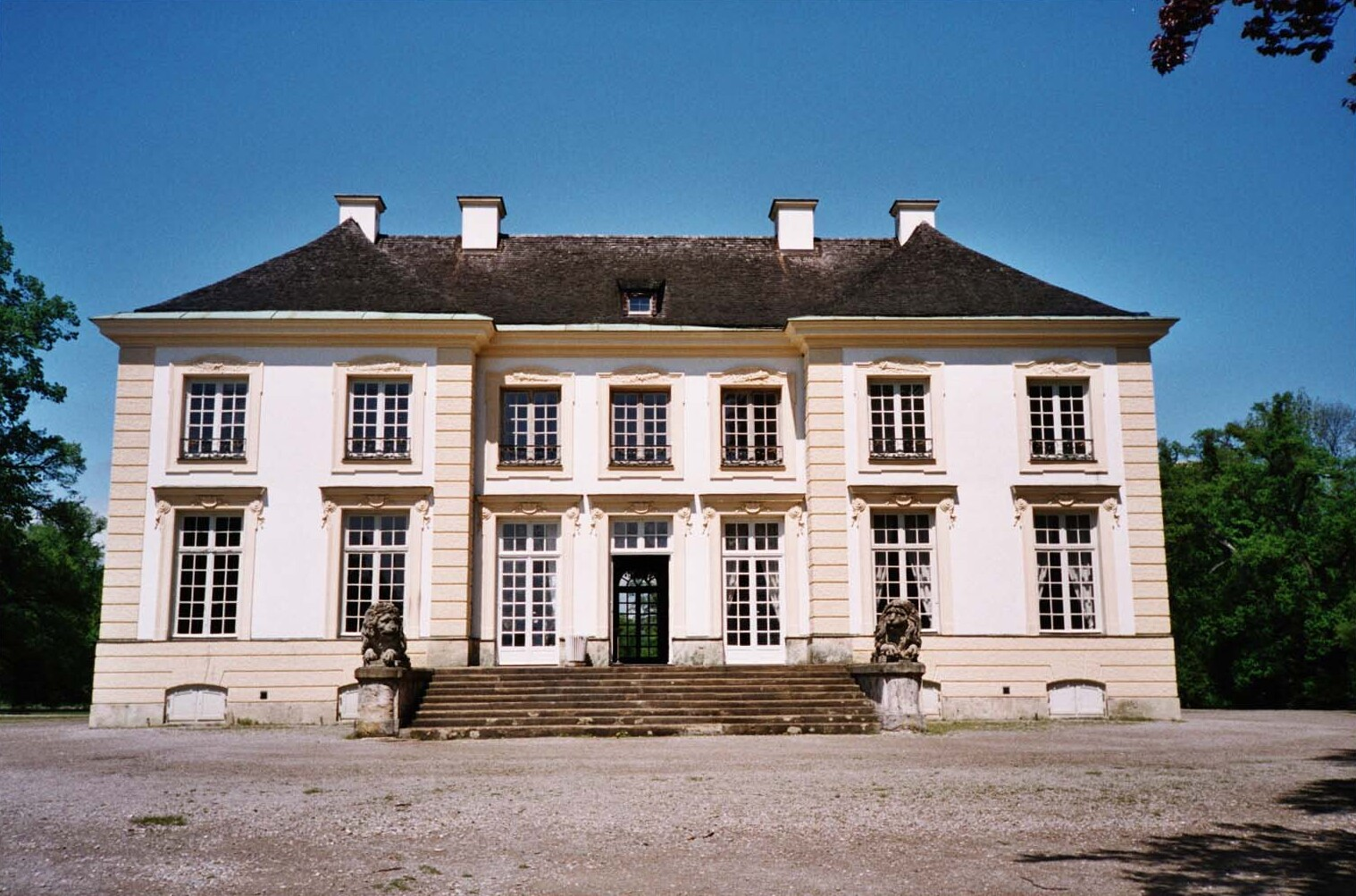
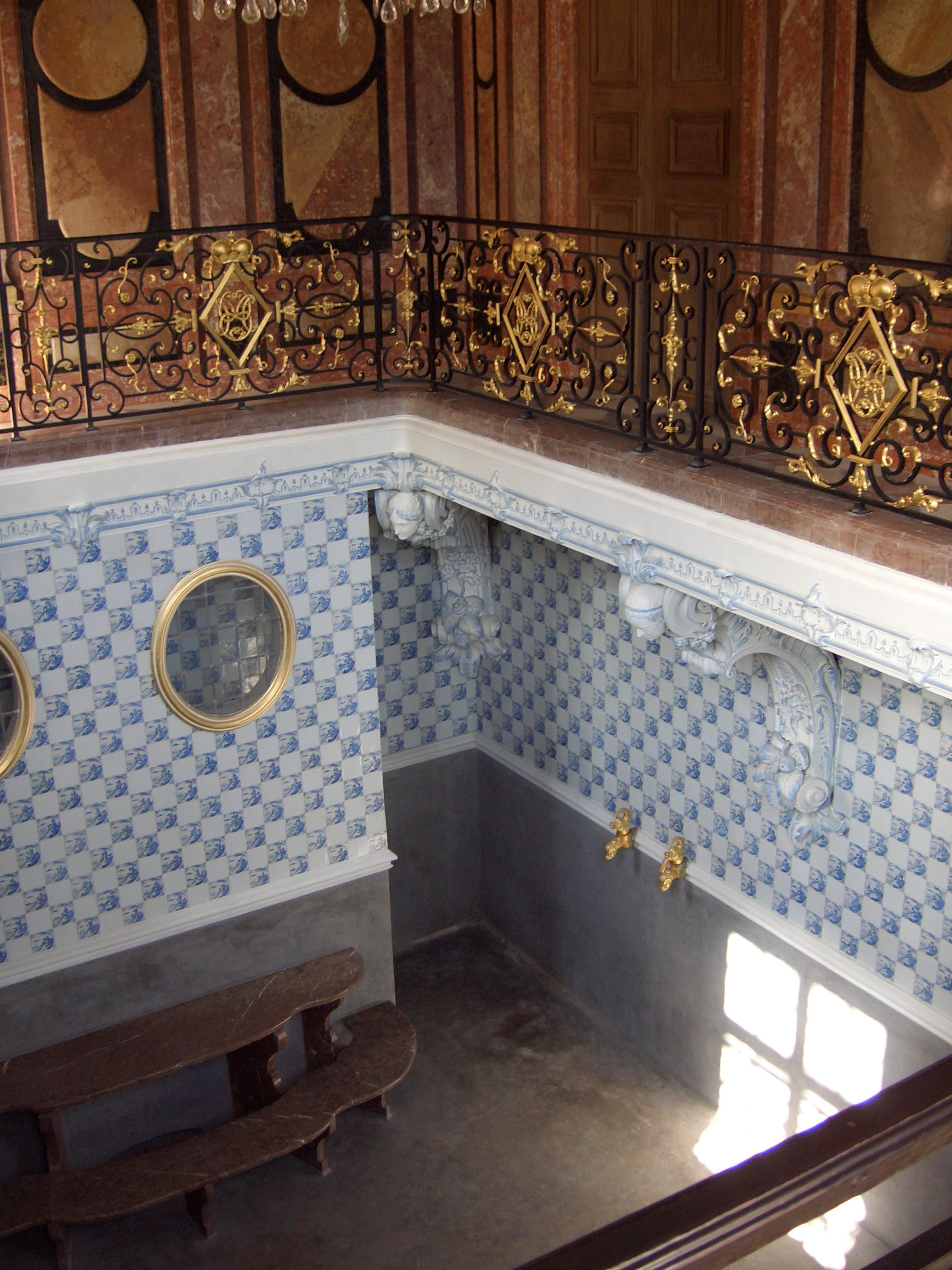
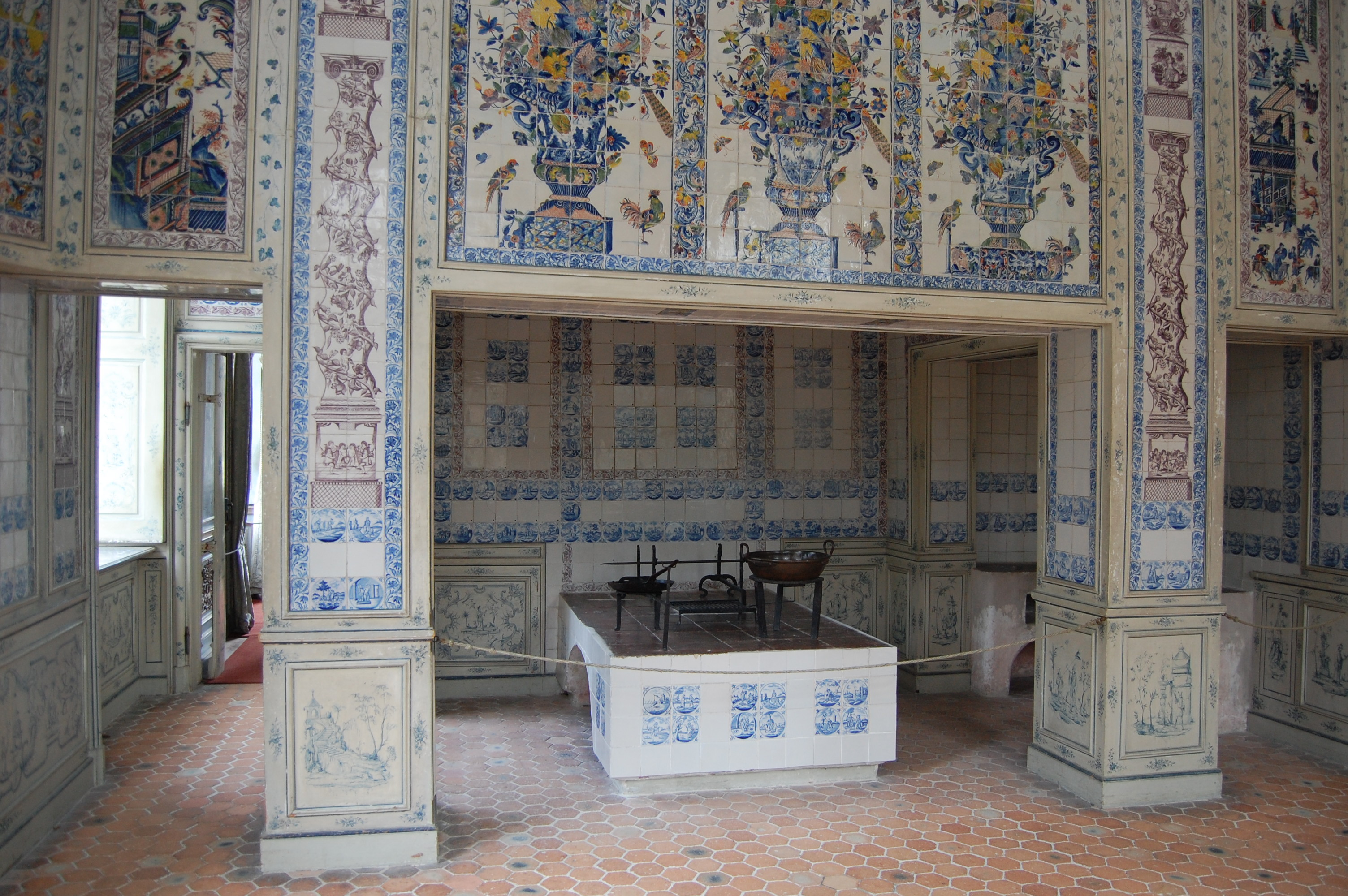
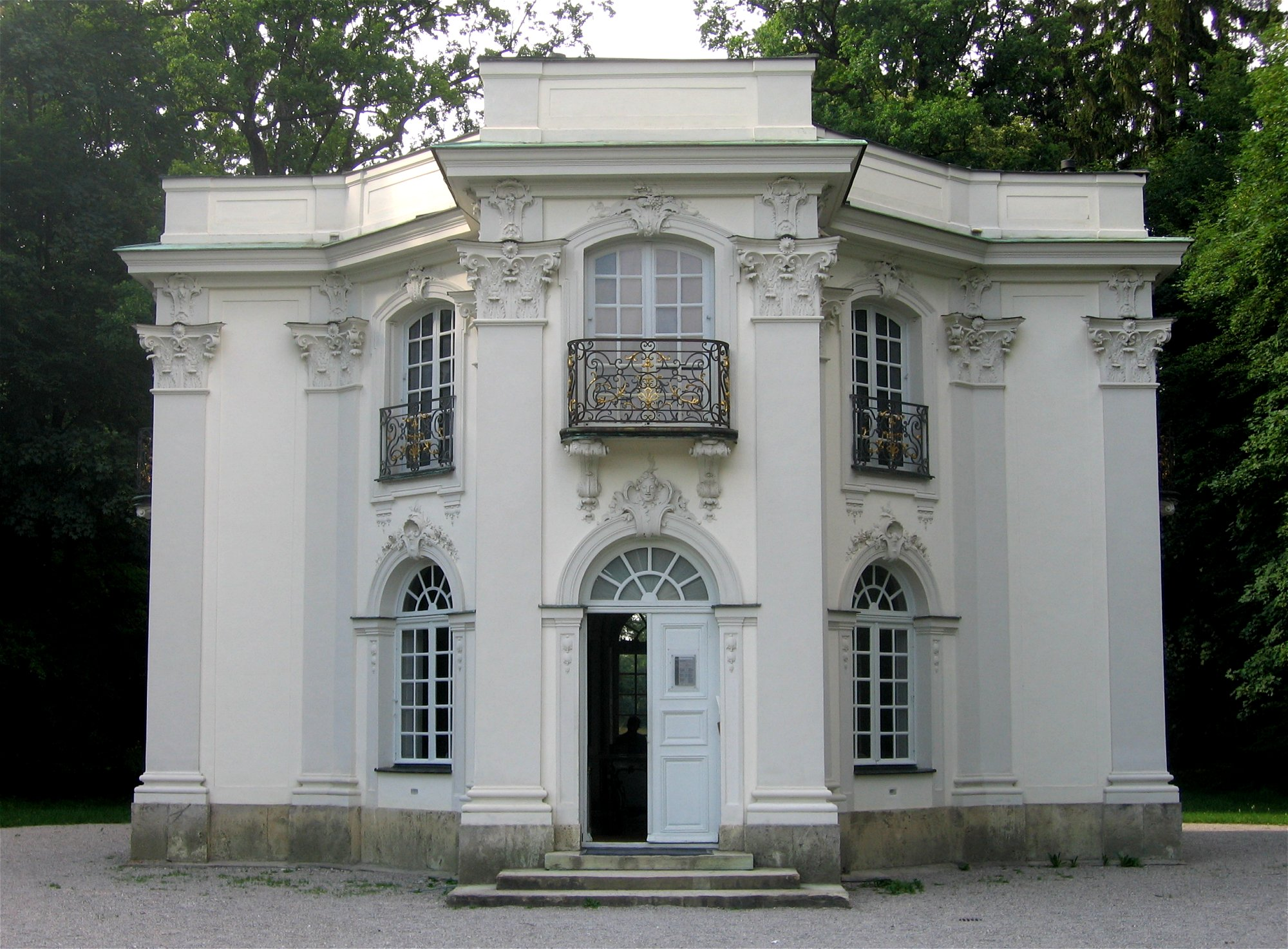
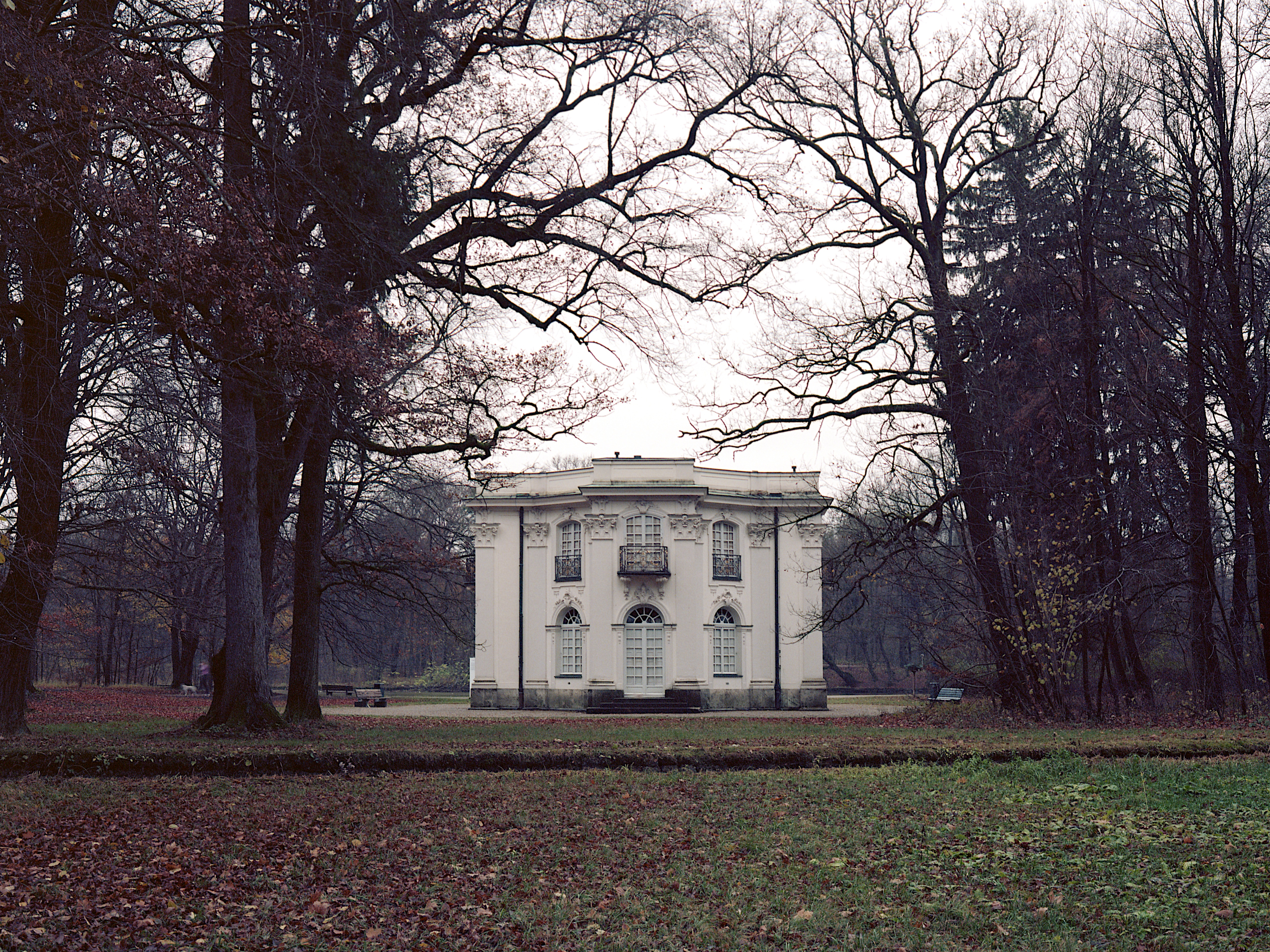
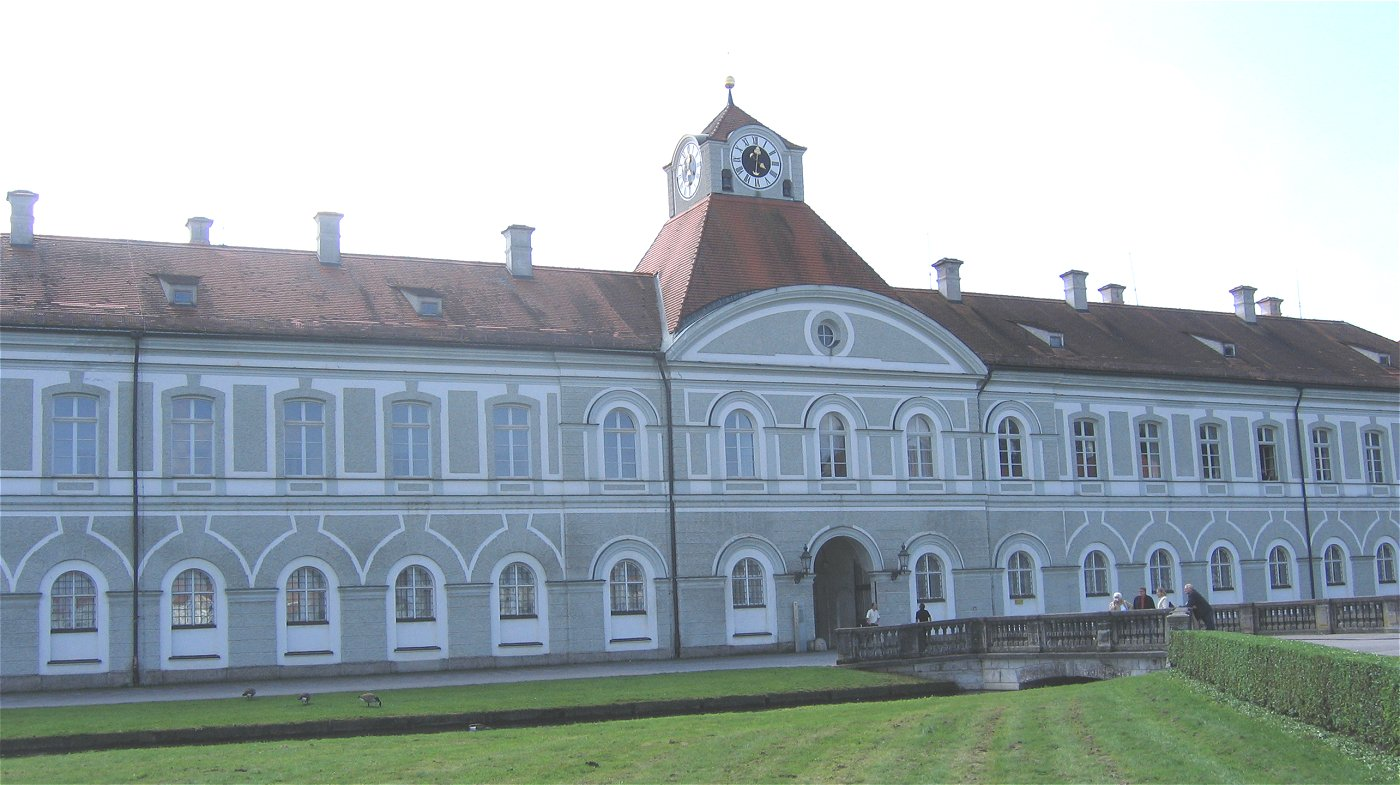
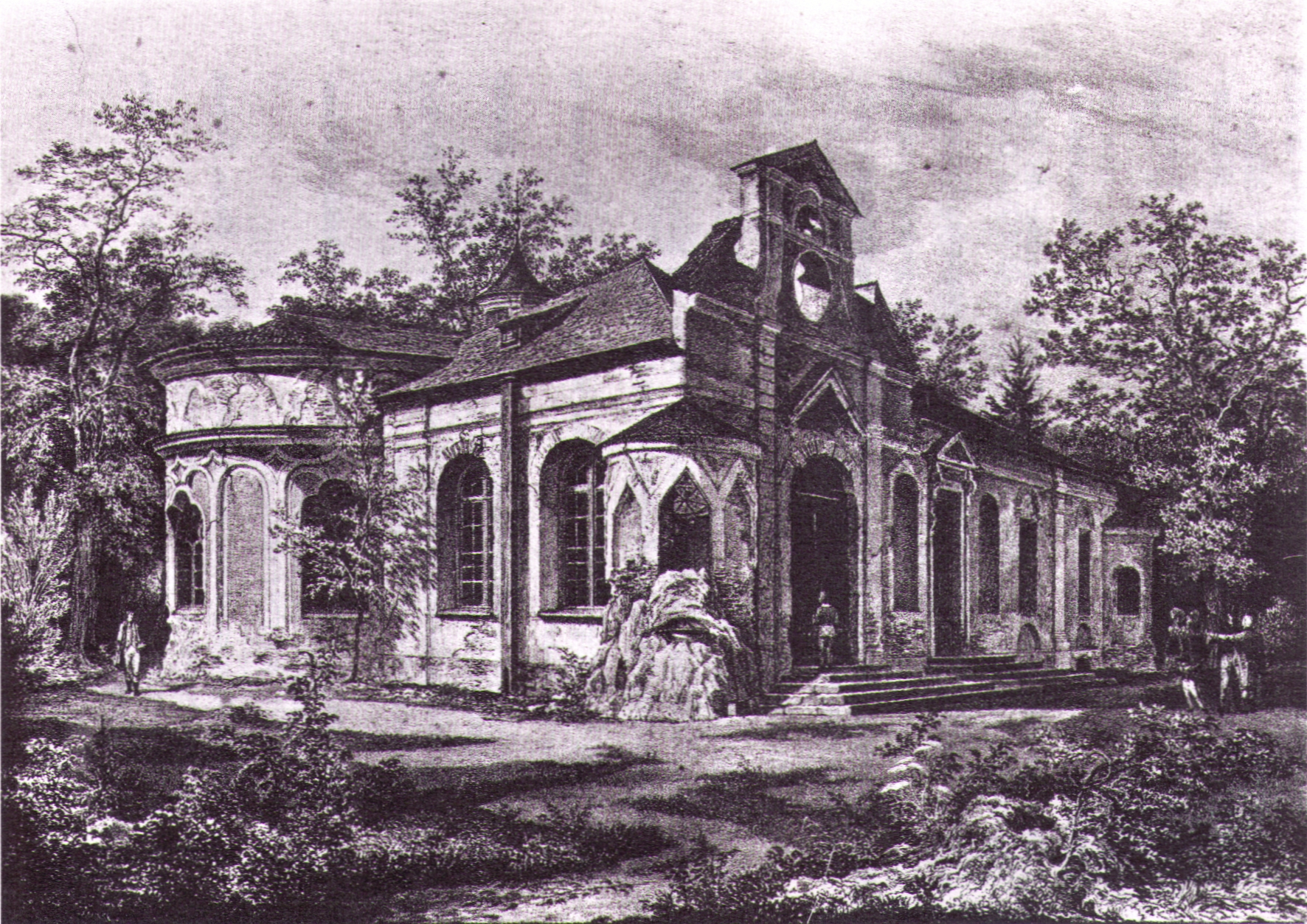
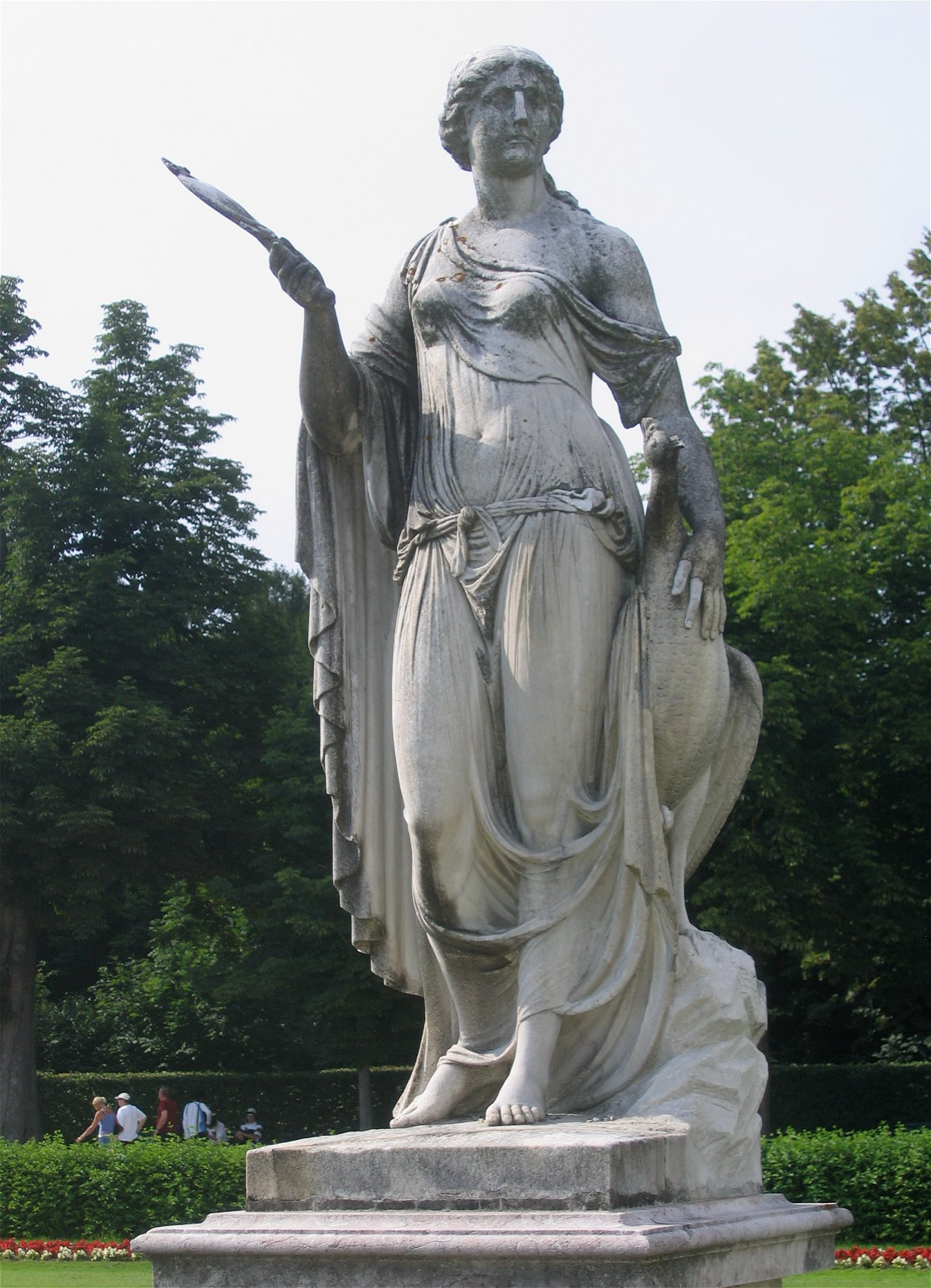
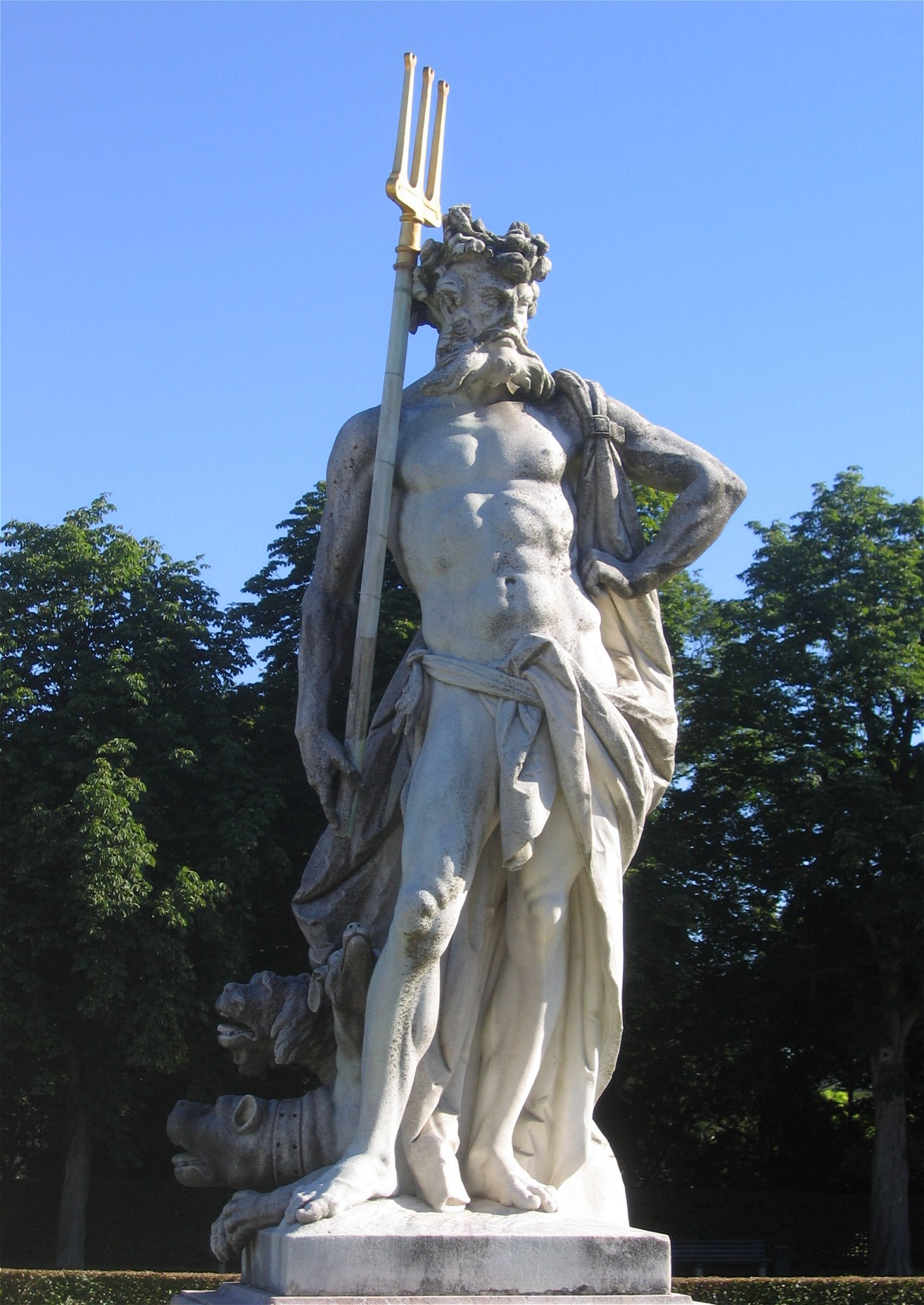
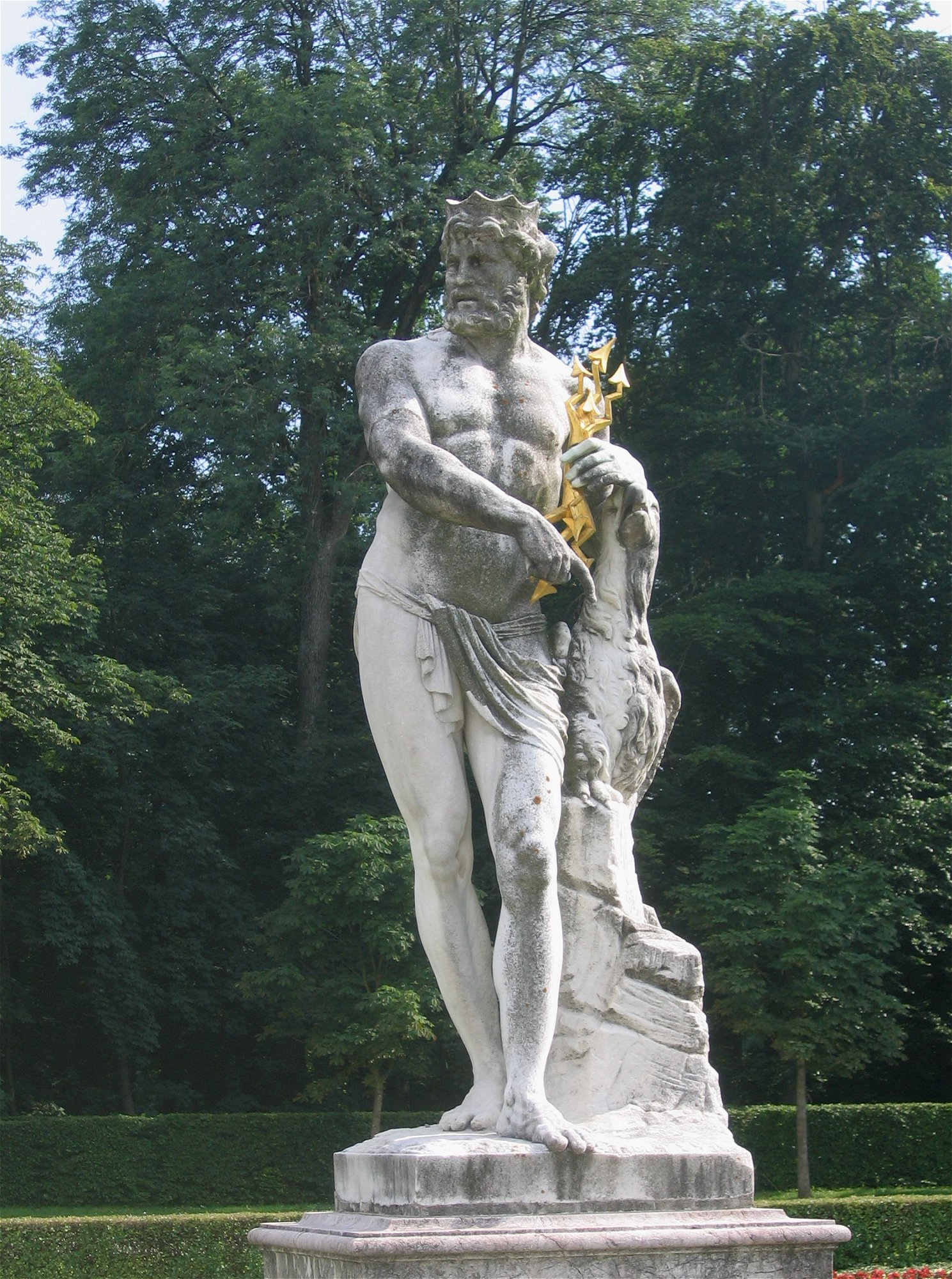
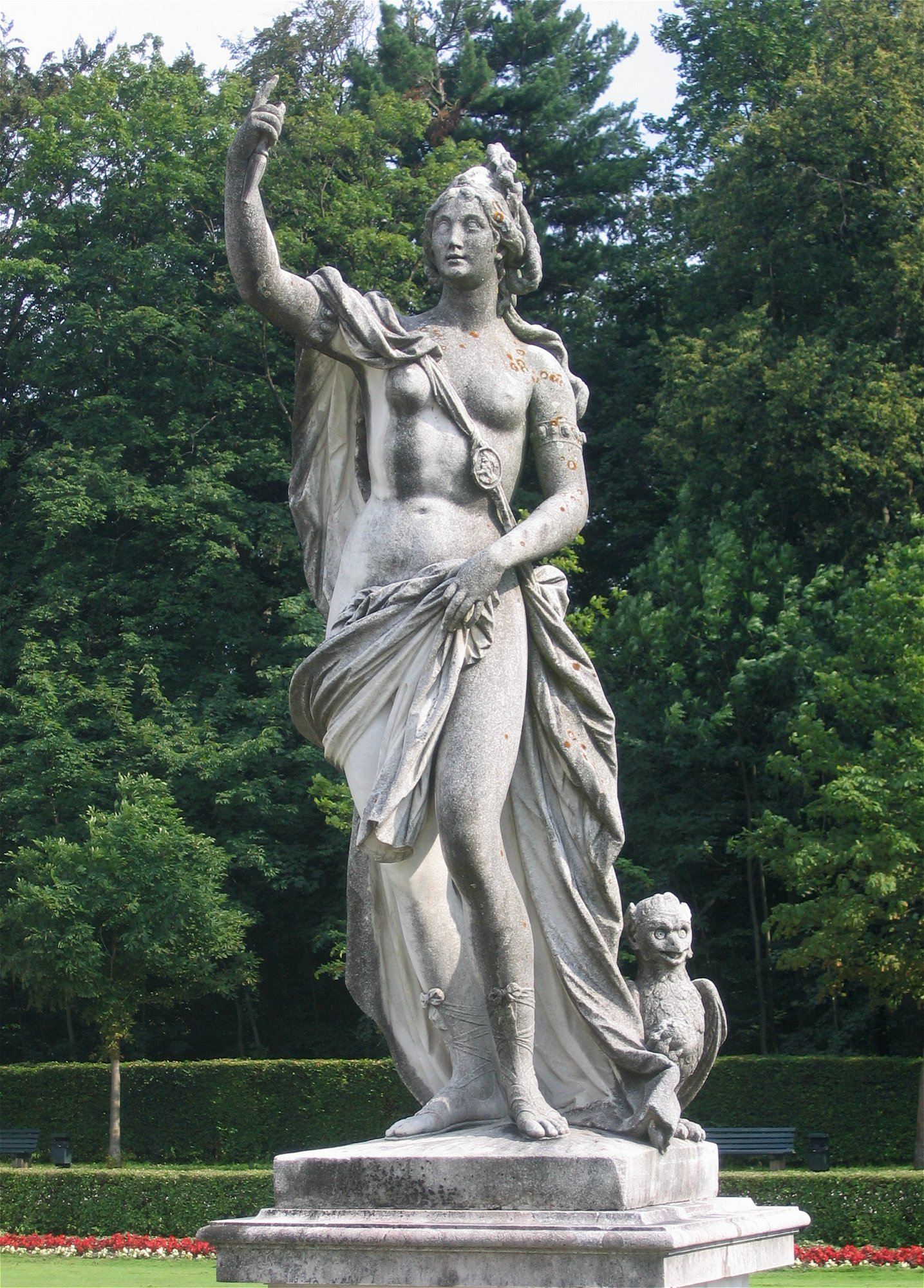